# 1月13日 (旧暦)
旧暦1月13日は旧暦1月の13日目である。六曜は先勝である。

## できごと
- 崇神天皇1年（ユリウス暦紀元前97年2月17日） - 第10代天皇・崇神天皇が即位
- 長保元年（ユリウス暦999年2月1日） - 長徳から長保に改元
- 天正16年（グレゴリオ暦1588年2月9日） - 室町幕府最後の将軍・足利義昭が官職を辞し、准三宮の待遇を受ける。この日をもって室町幕府は名実ともに滅亡した。
- 承応2年（グレゴリオ暦1653年2月10日） - 江戸幕府が、町人・清右衛門が建議した多摩川からの江戸への導水路（玉川上水）の着工を許可

## 誕生日
- 天文12年（ユリウス暦1543年2月16日） - 狩野永徳、日本画家（+ 1590年）
- 文政11年（グレゴリオ暦1828年2月27日） - 狩野芳崖、日本画家（+ 1888年）

## 忌日
- 寛平3年（ユリウス暦891年2月24日） - 藤原基経、廷臣・宇多天皇の関白

- 正治元年（ユリウス暦1199年2月9日） - 源頼朝、鎌倉幕府初代将軍（* 1147年）
- 応永5年（ユリウス暦1398年1月31日） - 崇光天皇、北朝3代天皇（* 1334年）

## 記念日・年中行事
- 尾張大国霊神社儺追（なおい）神事（国府宮はだか祭）（愛知県）